# Реформи на Александър II
Реформите на Александър II, наричани още Великите реформи, са безпрецедентни по мащаба си преобразувания в Руската империя, проведени по време на царуването на император Александър II, между Кримската война и Руско-турската война (1877-1878).

## Реформирани сфери
Те се изразяват в следното:
1. Ликвидиране на военните селища (1857)
2. Премахване на крепостничеството (1861)
3. Финансова реформа (1863)
4. Реформа на висшето образование (1863)
5. Поземлена реформа (1864)
6. Съдебна реформа (1864)
7. Реформа на градското самоуправление (1870)
8. Реформа на средното образование (1871)
9. Военна реформа (1874)

През 1859 – 1960 г. е значително охлабен режимът за пребиваване на евреи отвъд Линията на уседналост.

## Последици
Най-важната от всички тези реформи е отмяната на крепостното право, понеже най-опасният и потенциално революционен вътрешен фактор в руската история е крепостното селячество. По тази причина, Александър II e наречен и Цар Освободител.
Убийството на император Александър II катализира обратните настроения в консервативното като цяло руско патриархално общество. По тази причина следват и другите контрареформи на Александър III. 